# أثمان عدني
أثمان عدني (الاسم العلمي: Ipomoea adenioides)، نوع من جنس الأثمان وفصيلة المحمودية.